# گریز از اسلحه
گریز از اسلحه (به انگلیسی: Gun Shy) یک فیلم بریتانیای در ژانر اکشن و کمدی به کارگردانی سایمون وست با بازی آنتونیو باندراس محصول سال ۲۰۱۷ است.

## داستان
داستان فیلم دربارهٔ تورک، یک ستارهٔ راک کهنه‌کار هست که به همراه همسرش عازم یک سفر تفریحی مجلل به شیلی می‌شوند. اما در آنجا عده‌ای اوباش همسرش را می‌ربایند و تورک که هیچ مهارت خاصی ندارد مجبور می‌شود مأموریتی را برای نجات همسرش آغاز کند. مأموریتی که او را از کوچه پس کوچه‌های سانتیاگو به جنگل‌های جنوب آمریکا می‌کشاند و…

## تولید

پوستر اولیه نمایش عنوان کار شور

## بازیگران
- آنتونیو باندراس … تورک انری
- اولگا کوریلنکو … شیلا
- بن کورا … خوان کارلوس
- مارک ولی … بن هاردینگ
- اشلینگ لافتوس … مریبث
- دیوید میچل … جان هاردیگر
- جرمی سوئیفت … چارلی
- جسی جانسون … دانیل
- Ellie Goffe … امی فیتزسیمونز
- مارتین دینگل-وال … کلایو مگلوتون
- میلانا بروکس
- آنا فرانکولینی … ساندری
- ادواردو پاچیکو … پپیتو
- کریستوفر برند … قاتل روسی
- فرناندو گودوی … رامون
- لستر رانسوم
- سباستین آپیولازا[۴]